# Maja Bohosiewicz
Maja Marta Bohosiewicz-Kwaśniewska (ur. 20 listopada 1990 w Żorach) – polska aktorka i prezenterka telewizyjna.

## Życiorys
Urodziła się w rodzinie polskich Ormian. Ma trójkę starszego rodzeństwa: braci Łukasza (ur. 1973) i Mateusza (ur. 1988) oraz siostrę Sonię (ur. 1975). Jest siostrą stryjeczną aktora Jakuba Bohosiewicza.
Jest absolwentką Liceum Aktorskiego przy L’Art Studio w Krakowie. Zadebiutowała w Teatrze im. Juliusza Słowackiego w Krakowie, jako Hedvig w Dzikiej kaczce. Studiowała reżyserię w Warszawskiej Szkole Filmowej.
We wrześniu 2013 pojawiła się na okładce polskiej edycji magazynu „Playboy”. W 2014 uczestniczyła w drugiej edycji programu rozrywkowego Polsatu Twoja twarz brzmi znajomo. Grała główną rolę w serialu TVP2 Za marzenia (2018–2019). W 2018 założyła firmę odzieżową „Le Collet”. Prowadzi program randkowy Netflixa Love Never Lies Polska (od 2023).
Jesienią 2025 będzie uczestniczyła w 17. edycji programu Dancing with the Stars. Taniec z gwiazdami w Polsacie.

## Życie prywatne
31 grudnia 2018 poślubiła Tomasza Kwaśniewskiego, z którym ma syna Zacharego (ur. 17 czerwca 2016) i córkę Leonię (ur. 28 lipca 2017).

## Filmografia
- 2008: Londyńczycy jako Kinga, była dziewczyna Andrzeja
- 2009: Siostry jako Klaudia Słowik (odc. 2)
- 2010: Szpilki na Giewoncie jako dziewczyna (odc. 4 i 9)
- 2010: Ojciec Mateusz jako Anna Pol, córka Ewy (odc. 31)
- 2010–2011: M jak miłość jako Ewelina Walczak
- 2010: Weselna Polka jako Patti
- 2011: Wojna żeńsko-męska jako Julka Patrycka, córka Barbary
- 2011: Warsaw Dark jako Emilka, siostra Matyldy
- 2011: W ciemności jako młoda Polka, dziewczyna Niemca
- 2011: Rodzinka.pl jako Kinga (odc. 2)
- 2011: Pokaż, kotku, co masz w środku jako Mariola, przyjaciółka Agaty, córka Alicji i Mariana
- 2011–2012: Julia jako Anita Ziółkowska, recepcjonistka w „Klinice Piękna”
- 2012: Aida jako Aneta, córka Aidy
- 2013: Wybraniec jako Iga, córka profesora
- 2013–2014: Na dobre i na złe jako Paulina Olech
- 2013: Leszczu jako Celestyna
- 2014: Pani z przedszkola jako Kasia
- 2015: Excentrycy, czyli po słonecznej stronie ulicy jako matka chłopca u dentystki
- 2017: Spadkobiercy jako Sally
- 2018–2019: Za marzenia jako Zosia Morawiec
- 2020: W rytmie serca jako Dorota Woronowicz (odc. 64, 69)
- 2020: Barwy szczęścia jako piosenkarka Agnieszka "Agnes" Sokołowska